# Paule Maurice
Paule Maurice, née à Paris le 29 septembre 1910 et morte dans cette même ville le 18 août 1967, est une compositrice et professeure de musique française.

## Biographie
Elle est admise au Conservatoire national supérieur musique de Paris le 3 novembre 1929 en harmonie dans la classe de Jean Gallon et obtient un second Prix en 1931, puis un premier Prix en 1933. En novembre 1931, elle est admise dans la classe de contrepoint et fugue de Noël Gallon, obtient en 1933 un premier accessit, puis un second prix l'année suivante. Le 22 janvier 1935 elle est admise dans la classe de composition d'Henri Busser et obtient un second accessit en 1936, un second Prix en 1938 et un premier Prix l'année suivante,. Répétitrice de Jean Gallon dès l'âge de 23 ans, elle forme de nombreux élèves, dont plusieurs sont à leur tour devenus professeurs au conservatoire de Paris. À partir de 1942, elle est titulaire d'une classe de déchiffrage.
Créatrice de plusieurs œuvres pour saxophone dont les célèbres Tableaux de Provence pour saxophone et piano, elle est également coauteure, avec son mari Pierre Lantier, d'un Complément du Traité d'harmonie de Reber publié en 1950 chez Gallet & fils.

## Principales compositions musicales
- Symphonie (1939)[5]
- Concerto giocoso pour piano et orchestre (1950)
- Concerto pour piano et orchestre (1955)
- Cosmorama (commande de l'État)
- Idylle exotique
- L'Embarquement pour Cithère (commande de l'État)
- Quartier latin
- Tourisme
- Night Club chez Belzébuth
- Tableaux de Provence, suite pour saxophone et orchestre (1948-1955)
- Quatuor de flûtes
- Quatuor à cordes
- Trio pour anches
- Suite pour 2 pianos (9 pièces)
- Variations pour piano
- 5 Pièces pour piano (Ed. Durand)
- 9 Pièces pour piano (Ed. Leduc)
- 6 Pièces pour piano (Ed. P. Noël)
- 5 Préludes pour piano (Ed. Fongères)
- 3 Pièces violon piano (Ed. Noël)
- Mélodies (NOËL)
- Les Caprices de Marianne
- On ne badine pas avec l'amour
- Watheau
- Patounet
- Pièces pour flûte
- Pièces pour saxophone
- Pièces pour clarinette
- Chœurs Mélodies